# Italian Hockey League Women 2022-2023
Il Campionato italiano femminile di hockey su ghiaccio 2022-2023, ufficialmente Italian Hockey League Women 2022-2023, è stata la trentatreesima edizione di questo torneo, organizzato dalla FISG, la sesta con la nuova denominazione.

## Partecipanti
La squadra veneta delle Padova Waves Girls non si è iscritta, dopo una sola stagione. Confermate invece le altre sei partecipanti.
| Dobbiaco F.                          | Trentino-Alto Adige | Dobbiaco (BZ) | Palaghiaccio di Dobbiaco            | ?     |
| EV Bozen Eagles (Campione in carica) | Trentino-Alto Adige | Bolzano (BZ)  | Palaonda                            | 7.220 |
| Lakers                               | Trentino-Alto Adige | Egna (BZ)     | WürthArena                          | 1.200 |
| Valdifiemme F.                       | Trentino-Alto Adige | Cavalese (TN) | Palazzetto del Ghiaccio di Cavalese | 2.300 |
| Piemont Rebelles                     | Piemonte            | Pinerolo (TO) | Stadio Olimpico                     | ?     |
| Girls Project                        | Valle d'Aosta       | Aosta (AO)    | Palaghiaccio di Aosta               | 1.000 |

## Formula
Del tutto nuova invece la formula, divisa in tre fasi. La prima fase di regular season vede un girone all'italiana di andata e ritorno. 
Nella seconda fase di regular season, le squadre sono suddivise in due gironcini da tre, sulla base della posizione in classifica al termine della prima fase: 1ª, 3ª e 5ª nel girone A, 2ª, 4ª e 6ª nel girone B. I gironi sono di sola andata, e pertanto ogni squadra giocherà due incontri (la miglior classificata del girone le giocherà entrambe in casa, la seconda ne giocherà una in casa ed una in trasferta, la terza entrambe in trasferta). In base alla posizione della prima fase, le squadre partono con un bonus: 2 punti per 1ª e 2ª, un punto per 3ª e 4ª, nessun punto per le restanti due squadre.
Hanno accesso al turno di play-off le prime due squadre di ciascun girone, con le serie di semifinale, finale per il terzo posto e finale tutte al meglio dei tre incontri.

## Regular season

### Prima fase
|                                                                          |                          |                                 |                          |                          |                          |                          |
| Squadre                                                                  | EV Bozen Eagles          | Dobbiaco F.                     | Girls Project            | Lakers                   | Piemont Rebelles         | Valdifiemme              |
| EV Bozen Eagles                                                          |                          | 2:1 referto (24/11/2022)        | 8:0 referto (19/11/2022) | 5:0 referto (17/11/2022) | 6:1 referto (30/10/2022) | 7:1 referto (03/12/2022) |
| Dobbiaco F.                                                              | 1:2 referto (04/12/2022) |                                 | 3:1 referto (20/11/2022) | 3:1 referto (30/10/2022) | 4:1 referto (27/11/2022) | 2:4 referto (10/12/2022) |
| Girls Project                                                            | 0:4 referto (16/10/2022) | 0:6 referto (05/11/2022)        |                          | 0:6 referto (04/12/2022) | 0:5 referto (08/10/2022) | 1:9 referto (27/11/2022) |
| HC Lakers                                                                | 1:7 referto (27/11/2022) | 3:4 d.t.s. referto (09/10/2022) | 4:0 referto (02/10/2022) |                          | 1:3 referto (10/12/2022) | 1:6 referto (08/12/2022) |
| Piemont Rebelles                                                         | 0:5 referto (15/10/2022) | 1:3 referto (01/10/2022)        | 2:0 referto (23/10/2022) | 1:7 referto (16/10/2022) |                          | 0:2 referto (29/12/2022) |
| Valdifiemme F.                                                           | 2:6 referto (09/10/2022) | 4:1 referto (15/10/2022)        | 3:2 referto (11/12/2022) | 6:2 referto (19/11/2022) | 5:3 referto (05/11/2022) |                          |
| Legenda: d.t.s.= dopo i tempi supplementari; d.r.= dopo i tiri di rigore |                          |                                 |                          |                          |                          |                          |

#### Classifica
|    |                  |       |    |    |     |     |    |    |    |
|    | Squadre          | Punti | PG | V  | VOT | POT | P  | GF | GS |
| 1. | EV Bozen Eagles  | 30    | 10 | 10 | 0   | 0   | 0  | 52 | 7  |
| 2. | Valdifiemme F.   | 24    | 10 | 8  | 0   | 0   | 2  | 42 | 25 |
| 3. | Dobbiaco F.      | 17    | 10 | 5  | 1   | 0   | 4  | 28 | 19 |
| 4. | Lakers           | 10    | 10 | 3  | 0   | 1   | 6  | 26 | 35 |
| 5. | Piemont Rebelles | 9     | 10 | 3  | 0   | 0   | 7  | 17 | 33 |
| 6. | Girls Project    | 0     | 10 | 0  | 0   | 0   | 10 | 4  | 50 |

Legenda:
      Ammesse al Girone A
      Ammesse al Girone B
Note:
Tre punti a vittoria, due punti a vittoria dopo overtime o rigori, un punto a sconfitta dopo overtime o rigori, zero a sconfitta.

### Seconda fase

#### Girone A
|                                                                          |                 |                          |                          |
| Squadre                                                                  | EV Bozen Eagles | Dobbiaco F.              | Piemont Rebelles         |
| EV Bozen Eagles                                                          |                 | 4:1 referto (02/02/2023) | 7:0 referto (28/01/2023) |
| Dobbiaco F.                                                              |                 |                          | 1:0 referto (05/02/2023) |
| Piemont Rebelles                                                         |                 |                          |                          |
| Legenda: d.t.s.= dopo i tempi supplementari; d.r.= dopo i tiri di rigore |                 |                          |                          |

##### Classifica
|    |                  |       |    |   |     |     |   |    |    |
|    | Squadre          | Punti | PG | V | VOT | POT | P | GF | GS |
| 1. | EV Bozen Eagles  | 8     | 2  | 2 | 0   | 0   | 0 | 11 | 1  |
| 2. | Dobbiaco F.      | 4     | 2  | 1 | 0   | 0   | 1 | 2  | 4  |
| 3. | Piemont Rebelles | 0     | 2  | 0 | 0   | 0   | 2 | 0  | 8  |

Legenda:
      Ammesse ai play-off
      Eliminata
Note:
Tre punti a vittoria, due punti a vittoria dopo overtime o rigori, un punto a sconfitta dopo overtime o rigori, zero a sconfitta.

#### Girone B
|                                                                          |                          |                          |             |
| Squadre                                                                  | Girls Project            | Lakers                   | Valdifiemme |
| Girls Project                                                            |                          |                          |             |
| Lakers                                                                   | 8:2 referto (28/01/2023) |                          |             |
| Valdifiemme F.                                                           | 6:0 referto (21/01/2023) | 4:3 referto (05/02/2023) |             |
| Legenda: d.t.s.= dopo i tempi supplementari; d.r.= dopo i tiri di rigore |                          |                          |             |

##### Classifica
|    |                |       |    |   |     |     |   |    |    |
|    | Squadre        | Punti | PG | V | VOT | POT | P | GF | GS |
| 1. | Valdifiemme F. | 8     | 2  | 2 | 0   | 0   | 0 | 10 | 3  |
| 2. | Lakers         | 4     | 2  | 1 | 0   | 0   | 1 | 11 | 6  |
| 3. | Girls Project  | 0     | 2  | 0 | 0   | 0   | 2 | 2  | 14 |

Legenda:
      Ammesse ai play-off
      Eliminata
Note:
Tre punti a vittoria, due punti a vittoria dopo overtime o rigori, un punto a sconfitta dopo overtime o rigori, zero a sconfitta.

## Play-off

### Tabellone
|  | Semifinali | Semifinali      | Semifinali      | Semifinali | Semifinali |  |  | Finale          | Finale          | Finale          | Finale | Finale |  |
|  |            |                 |                 |            |            |  |  |                 |                 |                 |        |        |  |
|  | 1          | EV Bozen Eagles | EV Bozen Eagles | 9          | 3          |  |  |                 |                 |                 |        |        |  |
|  | 4          | Lakers          | Lakers          | 3          | 0          |  |  | 1               | EV Bozen Eagles | EV Bozen Eagles | 6      | 10     |  |
|  | 2          | Valdifiemme F.  | 2               | 4          | 1          |  |  | 3               | Dobbiaco F.     | Dobbiaco F.     | 0      | 1      |  |
|  | 3          | Dobbiaco F.     | 3               | 1          | 2          |  |  |                 |                 |                 |        |        |  |
|  |            |                 |                 |            |            |  |  |                 |                 |                 |        |        |  |
|  |            |                 |                 |            |            |  |  | Finale 3º posto |                 |                 |        |        |  |
|  |            |                 |                 |            |            |  |  |                 |                 |                 |        |        |  |
|  |            |                 |                 |            |            |  |  | 2               | Valdifiemme F.  | Valdifiemme F.  | 1      | 4      |  |
|  |            |                 |                 |            |            |  |  | 4               | Lakers          | Lakers          | 3      | 5†     |  |

Legenda: † - partita terminata ai tempi supplementari; ‡ - partita terminata ai tiri di rigore

### Incontri

#### Semifinali

##### Gara 1
| Arbitri: | Konrad Kofler Martin Mair |

|                                                                              |           |                                       |
| Miribung (Da Ponte Becher) 14:46 Campo Bagatin (Stauder) 42:54 Grunser 43:46 | Marcatori | 24:59 Dalprà (Kristo) 42:09 Gasperini |

| Arbitri: | Daniela Egger Paolo Brondi |

|                                                                            |           | |
| Carissimi (Thoma) 23:41 Thoma (Perathoner) 28:01 Prossliner (Engele) 33:08 | Marcatori | 1:57 Magnanini (Callovini, De Cristofaro) 11:20 Giuliani (Varano) 15:05 De Cristofaro (Callovini) 35:18 Heidenberger (Pierri) 36:40 Rindone (Todesco) 38:31 Callovini (Pierri) 44:54 Heidenberger (Bonafini, Rindone) 49:27 Todesco 52:30 Magnanini (Todesco, Heidenberger) |

##### Gara 2
| Arbitri: | Simone Soraperra Thomas Formaioni |

| |           |                      |
| Gasperini (Toffano, Kristo) 5:56 Dalprà (Weber) 22:29 N. Varesco (Pol) 26:39 Dalprà (Toffano) 35:51 | Marcatori | 50:57 Mohr (Grunser) |

| Arbitri: | Nicholas Pezzetta Daniela Egger |

|                                                                   |           |  |
| Heidenberger (Rindone) 7:57 Bonafini (Massaro) 41:51 Varano 44:57 | Marcatori |  |

##### Gara 3
| Arbitri: | Thomas Brida Thomas Formaioni |

|                           |           |                                         |
| N. Varesco (Kristo) 31:12 | Marcatori | 50:28 Campo Bagatin 54:51 Campo Bagatin |

#### Finale 3º/4º posto

##### Gara 1
| Arbitro: | Thomas Formaioni |

|                                                                       |           |                          |
| T. Larger 0:43 Augustin (T. Larger) 17:53 Rohregger (T. Larger) 56:17 | Marcatori | 25:31 Dalprà (Barbolini) |

##### Gara 2
| Arbitro: | Thomas Formaioni |

|                                                                                |           | |
| Varesco (Weber) 18:15 Weber (Varesco, Dalprà) 19:24 Toffano 29:29 Kristo 45:38 | Marcatori | 9:23 B. Larger 10:52 Engele (Perathoner) 15:05 B. Larger (Perathoner) 20:42 Perathoner 61:50 B. Larger (T. Larger) |

#### Finale

##### Gara 1
| Arbitro: | Fabio Tirelli |

|  |           | |
|  | Marcatori | 15:24 Todesco (De Cristofaro, Callovini) 30:27 Cereghini (Da Rech, Heidenberger) 33:53 Heidenberger (Pierri, Varano) 36:00 Gius (Heidenberger, Cereghini) 53:11 Gius (Cereghini) 59:15 Giuliani (Magnanini) |

##### Gara 2
| Arbitro: | Thomas Egger |

| |           |                                        |
| Heidenberger (Varano, Gius) 1:04 Massaro (Giuliani, Da Rech) 7:31 Massaro (Da Rech, Bonafini) 10:16 De Cristofaro (Giuliani) 18:11 Gius (Varano, Cereghini) 34:25 Varano (Cereghini, Heidenberger) 35:12 Heidenberger (Magnanini, Callovini) 39:53 De Cristofaro 40:31 Da Rech (De Cristofaro, Giuliani) 46:00 Callovini (Da Rech, Bonafini) 47:40 | Marcatori | 13:34 Campo Bagatin (Grunser, Stauder) |